# 짚시 애마
"짚시 애마"(Gypsy Emma)는 한국에서 제작된 이석기 감독의 1990년 에로, 멜로/로맨스 영화이다. 이화란 등이 주연으로 출연하였고 정인엽 등이 제작에 참여하였다.

## 줄거리
스튜어디스였던 필라김은 외교관 안토니오와 결혼하여 스페인에 정착하지만 단조로운 공식일정에만 매달리는 남편으로 인해 고독하다. 무료함을 참지 못하여 거리로 나왔던 필라는 우연히 축제에서 집시 파블로를 만나고 투우장에서 다시 만난 그와 예기치 못한 정사를 벌인다. 그러나 파블로는 그녀를 조롱하고 함정에 빠뜨린다. 강도로 오인받아 경찰서에 갇힌 그녀를 남편이 구해주지만, 필라는 다시 침실로 침입한 파블로를 따라나선다. 파블로는 그녀를 고향인 집시촌으로 데려가는데 파블로의 자유분방한 도덕성과 생계를 위한 범죄생활는 필라에게는 낯설기만 하다. 더구나 반항적인 파블로의 문란한 여성관계를 견딜 수 없는 필라는 친구가 되어준 엥켈에게 매력을 느낀다. 어느날 파블로의 정사장면을 목격한 필라는 좌절과 배신감으로 방황한다. 결국 필라는 후회하는 파블로를 두고 모스크바로 떠난다.

## 출연

### 주연
- 이화란
- 후안 페드로 투델라

### 조연
- 엔젤 이달고
- 호세 반도 라미레즈
- 실비아 브론찰로 산토스
- 카르멘 가리도
- 조선묵
- 콘셉시온 플라자
- 루이스 메를로
- 호세 안토니오 산체즈
- 후안 마누엘 보르하
- 주 마누엘 페로니안
- 다니엘 푸만
- 자니 고메즈

## 기타
- 제작부장: 한문종
- 제작부장: 남상태
- 촬영부: 허문영
- 촬영부: 문용식
- 촬영부: 박효성
- 촬영부: 홍경표
- 조명: 임춘행
- 조명부: 이석환
- 조명부: 김태인
- 조명부: 김세근
- 조감독: 이형탁
- 조감독: 이미선
- 녹음: 김경일
- 미술: 손정은
- 미용: 김승희
- 의상: 돌리앙 한
- 네가편집: 이도원
- 광고디자인: 조현진
- 옵티컬: 윤종두
- 크리에이티브: 이혜옥
- 포스터사진: 유승연
- 포스터사진: 유승연
- 디자인: 김경선
- 번역: 곽진희
- 안무: 조광
- 연출지원: 김미정
- 현상:
- 효과: 양대호
- 번역:김경진

1. ↑  “KMDb - 한국영화데이터베이스”. 2025년 3월 13일에 확인함.